# Annie de Montfort
Annie de Montfort (* 16. Dezember 1897 in Paris als Arthémise Deguirmendjian-Shah-Vekil; † 10. November 1944 in Ravensbrück) war eine französische Ärztin, Schriftstellerin und während der Deutschen Besetzung Frankreichs im Zweiten Weltkrieg Mitglied der Résistance. Sie begründete 1941 mit ihrem Ehemann Henri de Montfort die Untergrundzeitung La France continue. Montfort wurde im März 1943 in Grenoble von der Gestapo verhaftet und im Januar des folgenden Jahres in das KZ Ravensbrück deportiert. Sie starb dort nach kurzer Krankheit im November 1944.

## Leben
Annie Deguirmendjians Eltern waren Armenier und wurden im Osmanischen Reich geboren. Annie studierte Medizin und eröffnete während des Ersten Weltkriegs eine Praxis in Paris. Am 3. Februar 1919 heiratete sie Henri Archambault de Montfort, einen Osteuropa-Experten und Professor am Institut des hautes études internationales der Universität Panthéon-Assas und am Centre d’études polonaises in Paris. Das Paar hatte vier Kinder.
1919 war Annie de Montfort Mitbegründerin der Association France-Pologne, die sich dem Austausch mit der neu entstandenen Zweiten Polnischen Republik auf kulturellem und diplomatischem Gebiet verschrieben hatte. Geschäftsführer der Gesellschaft war Édouard Ganche, ein Musikwissenschaftler, der das Leben und Werk Frédéric Chopins erforschte. Von 1920 bis 1934 gab die Association France-Pologne die Zeitschrift La Pologne politique, économique, littéraire et artistique heraus.
Das Ehepaar de Montfort engagierte sich nach der deutschen Besetzung Frankreichs in der Résistance. Sie organisierten mit Raymond Burgard (1892–1944), Émile Coornaert (1886–1980), Suzanne Feingold (1904–1977), Marietta Martin (1902–1944), Paul Petit (1893–1944) und weiteren Verschwörern ein Netzwerk, das von Juni 1941 bis Februar 1942 in dreizehn Ausgaben die Untergrundzeitung La France continue herausgab. Die Gruppe wurde im Februar 1942 mit der Verhaftung mehrerer ihrer Mitglieder zerschlagen. Annie de Montfort wurde am 18. März 1943 in Grenoble von der Gestapo verhaftet und zunächst im Gefängnis Fresnes inhaftiert. Am 31. Januar 1944 wurde sie mit 958 weiteren Frauen in einem Deportationszug vom Konzentrationslager Royallieu in das KZ Ravensbrück gebracht. Dort erhielt sie die Häftlingsnummer 27576.
Im KZ Ravensbrück beteiligte sich de Montfort am Versuch, im Lager Widerstandsstrukturen und ein kulturelles Leben zu organisieren. Sie hielt vor ihren Mitgefangenen Vorträge über das alte Paris und über die Geschichte Polens. Am 6. November 1944 wurde sie in das Krankenrevier gebracht, wo sie am 10. November in Gegenwart ihrer Mitgefangenen Germaine Tillion verstarb.

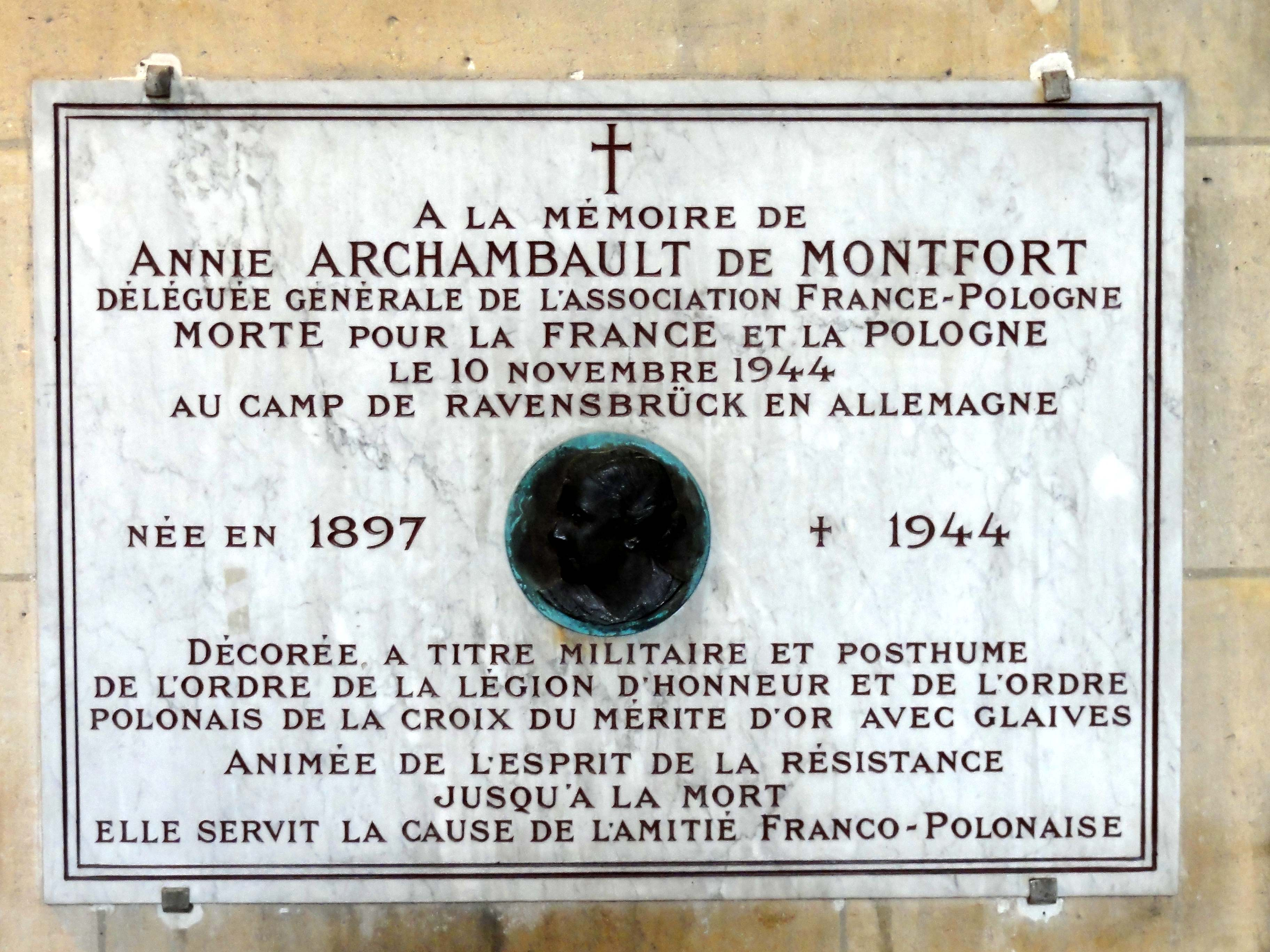
Gedenktafel in der Pfarrkirche St-Martin in Montmorency, Département Val-d’Oise

Nach der Befreiung Frankreichs wurde Annie de Montfort posthum zum Mitglied der Ehrenlegion ernannt und mit dem Goldenen Verdienstkreuz der Republik Polen mit Schwertern ausgezeichnet. In der Halle des Panthéon ist ihr Name auf einer der beiden am 2. Juli 1949 angebrachten Tafeln genannt, mit denen 199 während des Zweiten Weltkriegs für Frankreich gestorbene Schriftsteller geehrt werden. In der Pfarrkirche St-Martin in Montmorency, Département Val-d’Oise, wurde 1946 eine Gedenktafel zur Erinnerung an Annie de Montfort angebracht. In deren Mitte befindet sich ein von dem Bildhauer und Medailleur Henri Dropsy gefertigtes Medaillon aus Bronze mit dem Porträt Annie de Montforts.
Dropsys Porträt wurde auch als Medaille herausgegeben. Sie zeigt auf dem Avers das Porträt de Montforts mit dem Namen und den Lebensdaten „Annie de Montfort 1897–1944“ als Umschrift. Der Revers trägt die zwölfzeilige Aufschrift Déléguée Générale / de l’association France Pologne / Arrêtée à Grenoble / le 18 Mars 1943 par la Gestapo / pour ses activités de résistance / Morte à Ravensbruck / le 10 novembre 1944 / Décorée à titre mili- / taire et posthume de la Lé- / gion d’honneur et de la / croix d’or polonaise du mé- / rite avec glaives (Generaldelegierte der Association France-Pologne / In Grenoble von der Gestapo wegen ihrer Arbeit in der Résistance verhaftet / Am 10. November 1944 in Ravensbrück gestorben / Posthum militärisch mit der Ehrenlegion und dem polnischen goldenen Verdienstkreuz mit Schwertern ausgezeichnet).
Mehrere Mitkämpfer der Montforts wurden 1944 zum Tode verurteilt und in Köln und Frankfurt hingerichtet. Henri de Montfort setzte seine Untergrundtätigkeit nach der Verhaftung Annies fort. Nach dem Krieg, im Juni 1945, gründete er mit Suzanne Feingold die bis heute erscheinende Wochenzeitung Ici Paris. Der Titel des Blattes war eine Anspielung auf den Londoner Radiosender der Résistance, dessen Übertragungen stets mit den Worten Ici Londres (Hier London) begannen. Das Blatt stand in der Tradition der Untergrundzeitschrift La France continue, gab aber bald seine politische Ausrichtung auf.
Henri de Montfort und Suzanne Feingold heirateten einige Zeit nach dem Krieg. Annie und Henri de Montforts Sohn François würdigte seine Mutter im Vorwort seines 1961 erschienenen Buchs Adolf Eichmann. Levez-vous!. Ihr Sohn Marc de Montfort zeichnete sich als Rechtsanwalt durch seine Arbeit für politische Gefangene in der Volksrepublik Polen aus.

## Werke
- Annie und Henri de Montfort: Pologne. Hachette, Paris 1939
- Annie de Montfort: Femmes Polonaises. Cl. Lavrut, Paris [um 1940] ()
- Annie de Montfort: Pologne. Hommages de Neville Chamberlain. Horizons de France, Paris 1940

## Auszeichnungen (posthum)
- Ritter der Ehrenlegion
- Goldenes Verdienstkreuz der Republik Polen mit Schwertern
- Gedenktafel im Panthéon für 199 im Zweiten Weltkrieg für Frankreich gestorbene Schriftsteller